# クインシー・ワッツ
クインシー・ワッツ （Quincy D. Watts、1970年6月19日 - ）は、アメリカ合衆国の陸上競技選手である。1992年バルセロナオリンピックの400mの金メダリストである。ミシガン州デトロイト出身。

## 実績
彼は陸上競技選手としてだけではなく、大学時代はアメリカンフットボールのワイドレシーバーとしても活躍。また高校時代はバスケットボールの選手としても前途有望な選手であった。
1992年のバルセロナオリンピックの400mでは、準決勝でリー・エバンスが1968年メキシコシティーオリンピックで出した43秒86のオリンピック記録（当時）を24年ぶりに更新する43秒71を出し決勝進出。決勝では、ほかの選手が抑えながら走る中、彼は、スタートからフルスピード全開で観客の目をひきつけ、43秒50の連日のオリンピック新記録（当時）で金メダルを獲得した。4×400mリレーでもアメリカの第2走を受け持ち、2分55秒74の世界新記録（当時）を樹立した。
第4回世界陸上選手権大会男子4×400mリレーで第2走を受け持ち、2分54秒29の世界新記録を樹立した。この記録は2024年8月現在でも世界記録である。
| 年度 | 大会           | 種目         | 場所                         | 結果 |
| ---- | -------------- | ------------ | ---------------------------- | ---- |
| 1991 | 世界陸上選手権 | 4×400mリレー | 東京（日本）                 | 銀   |
| 1992 | オリンピック   | 400m         | バルセロナ（スペイン）       | 金   |
| 1992 | オリンピック   | 4×400mリレー | バルセロナ（スペイン）       | 金   |
| 1993 | 世界陸上選手権 | 4×400mリレー | シュトゥットガルト（ドイツ） | 金   |